# Ghiacciaio Avsyuk
Il ghiacciaio Avsyuk (in inglese Avsyuk Glacier) (67°07′S 67°15′W), è un ghiacciaio situato nella Terra di Graham, nella parte settentrionale della Penisola Antartica, in Antartide. Il ghiacciaio, il cui punto più alto si trova 550 m s.l.m., si trova in particolare sulla penisola Arrowsmith, nella costa di Loubet, e fluisce in direzione nord-ovest fino alla cala di Shumskiy.

## Storia
Il ghiacciaio Avsyuk è stato così battezzato, nel 1960, dal Comitato britannico per i toponimi antartici in onore di Grigory A. Avsyuk, glaciologo russo specializzato nello studio dei ghiacciai dell'Asia centrale.